# Hyperthelia
Hyperthelia là một chi thực vật có hoa trong họ Hòa thảo (Poaceae).

## Loài
Chi Hyperthelia gồm các loài: